# III Cumbre Suramericana
La III Cumbre Suramericana fue la tercera cumbre en su tipo, posterior a la I Cumbre celebrada en Brasília, Brasil desde el 31 de agosto al 1 de septiembre del año 2000 y a la II Cumbre celebrada en Guayaquil, Ecuador el 26 y 27 de julio del año 2002. La III Cumbre Suramericana fue celebrada en Cuzco y Ayacucho, Perú desde el 7 al 9 de diciembre del año 2004. Oficialmente se celebró la Reunión Extraordinaria del Consejo Presidencial Andino) así como también la III Reunión de Presidentes de América del Sur.
El tema principal de la agenda, fue la firma por parte de los ocho mandatarios presentes y por los representantes de los ausentes de la Declaración de Cuzco, documento que actuaría como preámbulo para la fundación de la Comunidad de Naciones Suramericanas, posteriormente Unión de Naciones Suramericanas, uniendo los dos bloques regionales el Mercosur y la Comunidad Andina. 
Ayacucho fue elegida como locación debido a razones simbólicas e históricas, fue allí que Antonio José de Sucre luchando bajo el estandarte de Simón Bolívar "El Libertador", venció a la última tropa imperial española en América del Sur el 9 de diciembre de 1824.
Mientras que la naturaleza y las funciones exactas de la organización permanecían dudosas al igual que el propio nombre, dicha organización aspiraba una integración regional, teniendo como guía a la Unión Europea, y no una mera unión aduanera o un tratado de libre comercio. La iniciativa emergió fuertemente impulsada por Brasil y como respuesta al fallido intento del Área de Libre Comercio de las Américas. El ALCA se ha visto estancada por más de doce meses debido a diferencias irreconciliables entre los países iberoamericanos y Estados Unidos.

## Naciones participantes
- Néstor Kirchner no participó
- Carlos Mesa
- Luiz Inácio Lula da Silva
- Álvaro Uribe
- Ricardo Lagos
- Lucio Gutiérrez no participó
- Bharrat Jagdeo
- Nicanor Duarte no participó
- Alejandro Toledo
- Ronald Venetiaan
- Jorge Batlle no participó
- Hugo Chávez

Observadores
- Luis Ernesto Derbez Ministro de Relaciones Exteriores
- Martín Torrijos Presidente

- Datos: Q13427061